# Espectáculo de medio tiempo del Super Bowl XLI
El espectáculo de medio tiempo del Super Bowl XLI se llevó a cabo el 4 de febrero de 2007 en el Dolphins Stadium, ubicado en la ciudad de Miami, Florida, como parte de la 41.ª edición del Super Bowl. El cantautor estadounidense Prince encabezó la actuación, contando además con la banda oficial de la Universidad Agrónoma y Mecánica de Florida como invitados especiales. Durante el espectáculo, Prince interpretó algunos de sus mayores éxitos como «Let's Go Crazy» y «Purple Rain», además de incluir en su repertorio versiones de temas de otros artistas como «All Along the Watchtower» (del cantautor Bob Dylan) y «Best of You» (de la banda Foo Fighters).
El espectáculo fue sumamente aclamado por los expertos, que lo describieron como «épico» y «frenético», destacando principalmente la voz de Prince y sus solos de guitarra. Medios como la revista Billboard, el periódico Detroit News, el canal CBS y el sitio Fuse lo nombraron el mejor espectáculo de medio tiempo de toda la historia, mientras que la revista Rolling Stone también lo destacó como uno de los mejores. Expertos también aseguraron que la actuación influyó fuertemente en aquellas que le sucedieron, citando como ejemplos las ofrecidas por Beyoncé en el Super Bowl XLVII y Katy Perry en el Super Bowl XLIX. De acuerdo con la prensa estadounidense, el espectáculo fue visto por aproximadamente 140 millones de personas a nivel mundial. Por otra parte, recibió dos nominaciones para los premios Emmy de 2007, siendo el primer espectáculo de medio tiempo del Super Bowl en ser considerado a dichos premios.

## Antecedentes y actuación

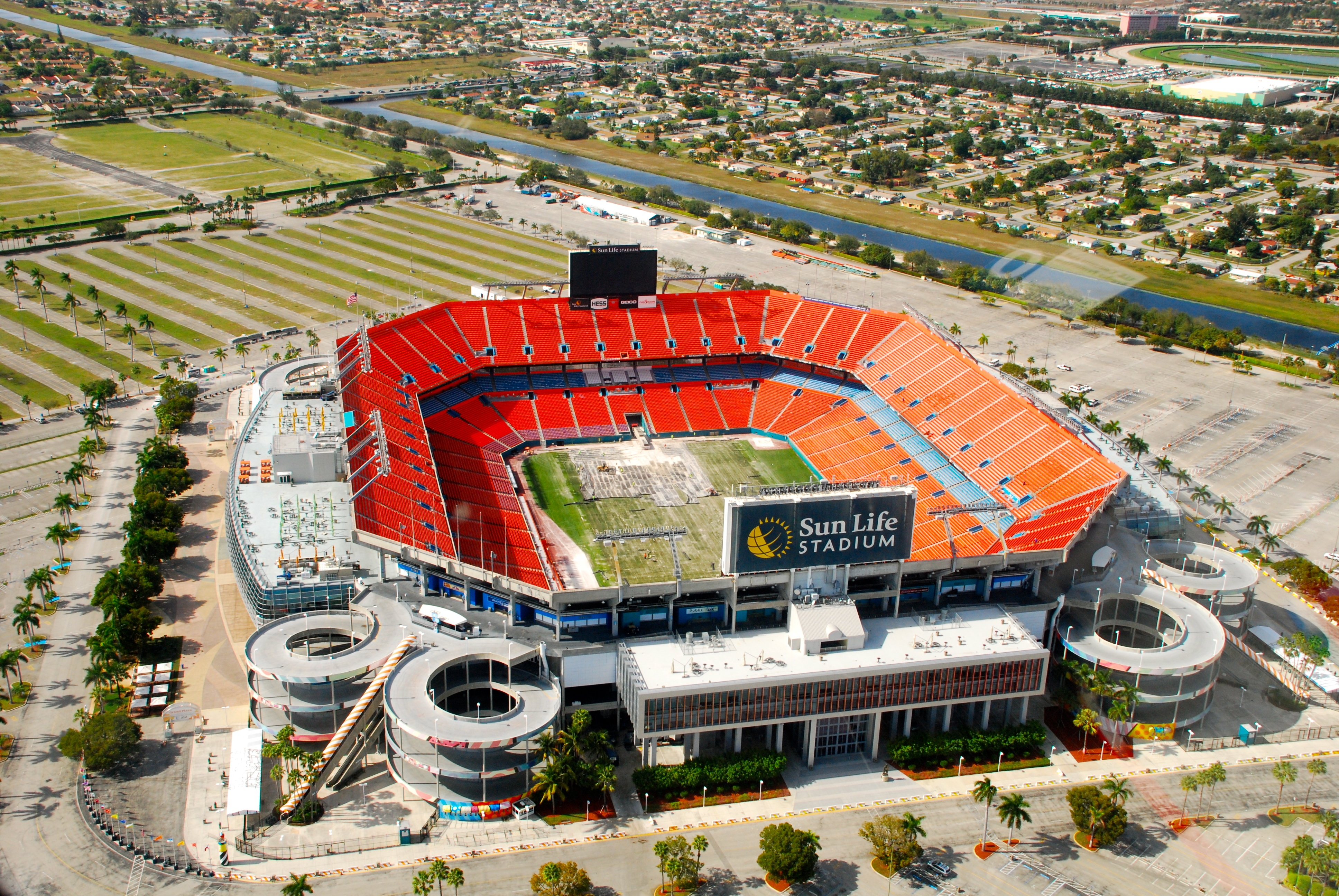
Dolphins Stadium, lugar donde se llevó a cabo la actuación.

El 17 de septiembre de 2003, la National Football League (NFL) anunció que el Super Bowl XLI se llevaría a cabo en la ciudad de Miami (Florida), la cual ya había albergado el evento en ocho ocasiones. Tres años más tarde, en agosto de 2006, Entertainment Weekly comunicó que Prince sería el encargado del espectáculo de medio tiempo y en diciembre del mismo año, fue confirmado que Marching 100, la banda oficial de la Universidad Agrónoma y Mecánica de Florida, serían invitados especiales.
El escenario del espectáculo fue ubicado en el centro del Dolphins Stadium y tenía la forma del característico Símbolo del Amor del artista. En los bordes había luces que le permitían cambiar de color a lo largo de la actuación. Alrededor del escenario se ubicaron numerosos fanáticos que siguieron toda la actuación. El espectáculo inició con un número de fuegos artificiales que sonaban al ritmo del tema «We Will Rock You». Seguidamente, el escenario se torna color púrpura y Prince emerge desde el centro para interpretar «Let's Go Crazy». Tras esto, Marching 100, la banda oficial de la Universidad Agrónoma y Mecánica de Florida, ingresa por los dos extremos del campo mientras Prince canta «Baby I'm a Star», «Proud Mary», «All Along the Watchtower» y «Best of You».
Finalmente, el estadio y el escenario se tornan color púrpura y se interpreta «Purple Rain» mientras se lanzan más fuegos artificiales. Durante toda la actuación, Prince vistió únicamente una camiseta naranja con un traje celeste y utilizó tres guitarras, siendo la más característica la que utilizó para la última canción, la cual tenía la forma del Símbolo del Amor.

## Recepción

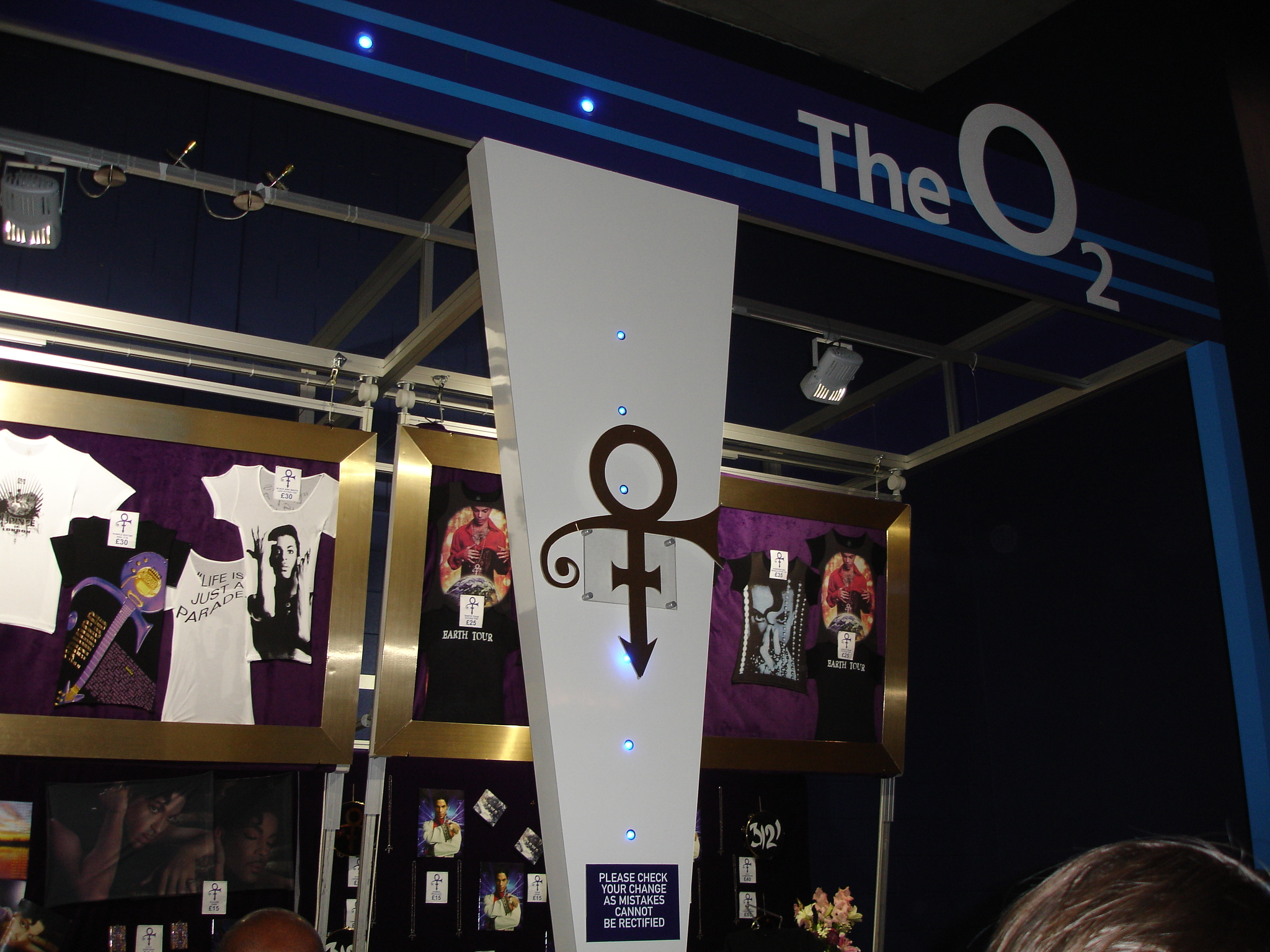
El escenario y la última guitarra utilizada durante la actuación fueron inspirados en el característico Símbolo del Amor de Prince.

### Comentarios de la crítica y audiencia
De acuerdo con la prensa estadounidense, el espectáculo fue visto por aproximadamente 75 000 personas dentro del recinto y 140 millones a través de la televisión en el mundo. El mismo fue ampliamente aclamado por la crítica, con los expertos alabando el estilo improvisado de Prince, su registro vocal y sus solos de guitarra. El escritor Mark Caro de Chicago Tribune describió la actuación como «perfecta» y «dramática», destacando que su energía en el escenario fue «frenética» y que su solo de guitarra bajo la lluvia fue «heroico». Caro también favoreció el hecho de que Prince destacase su registro vocal, especialmente en una época donde la sincronía de labios era sumamente común. Lexi Feinberg de Cinema Blend aseguró que ningún artista era capaz de ejecutar un espectáculo con tanta facilidad como Prince y que a lo largo de la actuación, cada canción iba siendo mejor que la anterior.
Nate Peterson del canal CBS afirmó que Michael Jackson inventó los espectáculos de medio tiempo modernos, pero que Prince «los perfeccionó», añadiendo que ningún otro está cerca de superarlo. Rob Sheffield de la revista Rolling Stone dijo que aunque todos sabían que Prince daría una actuación increíble, este superó todas las expectativas, con solos de guitarra épicos y un toque sexy. Según Glenn Gamboa, tuvo todo lo que hace épico a un espectáculo, con un excelente rendimiento tanto vocal como en la guitarra.

### Legado
De acuerdo con Christina Capatides de CBS, el espectáculo de Prince influyó mucho en aquellos que le siguieron, desde la puesta en escena hasta las canciones que son interpretadas. La escritora mencionó que la silueta de Prince proyectada en la tela cambió la percepción sobre los espectáculos de medio tiempo, los cuales también podían tener buenos elementos visuales que impactaran a la audiencia, y citó como ejemplos las siluetas en llamas de Beyoncé en su espectáculo de 2013 y el león mecánico gigante de Katy Perry en su actuación de 2015. Asimismo, mencionó que Prince demostró que no necesariamente debían cantarse canciones propias del artista, sino que se podían hacer versiones de éxitos ajenos para causar impacto, y citó como ejemplo la versión rock de «I Kissed a Girl» interpretada por Lenny Kravitz en el medio tiempo de Katy Perry en 2015, así como la versión de «Uptown Funk» hecha en conjunto por Coldplay, Beyoncé y Bruno Mars en el espectáculo de medio tiempo del Super Bowl 50. Otros medios han destacado que el espectáculo de Prince es uno de los más recordados, y este ha sido incluido en diversos listados de los mejores espectáculos de medio tiempo del Super Bowl en toda su historia. A continuación, un listado recopilando numerosos de los conteos donde fue incluido:
| Año del listado | Realizado por    | Título                                                                                          | Posición | Ref.   |
| --------------- | ---------------- | ----------------------------------------------------------------------------------------------- | -------- | ------ |
| 2015            | Billboard        | Los 10 mejores espectáculos de medio tiempo del Super Bowl                                      | 1        | [ 1 ]  |
| 2016            | Rolling Stone    | Espectáculos de medio tiempo del Super Bowl: de peor a mejor                                    | 2        | [ 6 ]  |
| 2017            | Business Insider | Los 5 mejores espectáculos de medio tiempo del Super Bowl de todos los tiempos                  | 1        | [ 12 ] |
| 2017            | CBS              | Espectáculos de medio tiempo del Super Bowl listados: de épicos desastres a épicos espectáculos | 1        | [ 4 ]  |
| 2017            | Detroit News     | Los 10 mejores espectáculos de medio tiempo del Super Bowl                                      | 1        | [ 3 ]  |
| 2017            | Fuse             | Los últimos 17 espectáculos de medio tiempo del Super Bowl, listados                            | 1        | [ 5 ]  |
| 2017            | Mercury News     | Los 10 mejores espectáculos de medio tiempo del Super Bowl de todos los tiempos                 | 1        | [ 15 ] |
| 2017            | The Wrap         | Los 10 mejores espectáculos de medio tiempo del Super Bowl de todos los tiempos                 | 7        | [ 16 ] |
| 2017            | Vulture          | Todos los espectáculos de medio tiempo del Super Bowl desde 1993, listados de peor a mejor      | 1        | [ 17 ] |

## Lista de canciones
1. «We Will Rock You»
2. «Let's Go Crazy»
3. «Baby I'm a Star»
4. «Proud Mary»
5. «All Along the Watchtower» / «Best of You»
6. «Purple Rain»

Fuente: SB Nation.

## Premios y nominaciones
| Año  | Premiación   | Categoría                                                                        | Resultado | Ref.   |
| ---- | ------------ | -------------------------------------------------------------------------------- | --------- | ------ |
| 2007 | Premios Emmy | Mejor Programa Especial                                                          | Nominado  | [ 18 ] |
| 2007 | Premios Emmy | Mejor Dirección, Control de Cámara y Vídeo en una Miniserie, Película o Especial | Nominado  | [ 18 ] |